# 小川健太郎
小川 健太郎（おがわ けんたろう、1934年1月12日 - 1995年10月8日）は、福岡県久留米市出身の元プロ野球選手（投手）。
現役時代は1964年から1970年まで中日ドラゴンズに所属し、1967年には29勝を挙げて最多勝利のタイトルを獲得、沢村賞を受賞するなど、アンダースローの好投手として活躍した。また1967年から1970年まで4年連続で開幕投手を務めたが、これは1996年時点で球団最長となる連続開幕投手記録だった。王貞治（読売ジャイアンツ）に対して腕を背中から繰り出す「背面投げ」を行った投手としても知られる。しかし1970年、球界を震撼させた八百長事件である「黒い霧事件」への関与が疑われ、オートレース八百長に関与したとして逮捕される。暴力団関係者から依頼された敗退行為に関与した池永正明・永易将之らと共に永久追放処分とされた。通算成績は95勝69敗、防御率2.62。

## 来歴

### 東映入団〜社会人野球移籍
1934年1月12日に福岡県久留米市で生まれる。福岡県立明善高等学校卒業後の1954年に東映フライヤーズへテスト生として入団するが、肩を痛めて僅か2年後に自由契約を通達された。一説には、1955年8月27日の対西鉄ライオンズ戦でプロ初登板を果たす予定だったが、前日に先輩選手と殴り合いの喧嘩を起こしたことで登板を回避され、そのまま退団に至ったとも言われている。
東映フライヤーズを僅か2年で退団となった小川は一度プロ野球から離れ、社会人野球でのプレーを選択する。最初に所属したのは鹿児島県から奄美群島および沖縄県へのフェリー航路を運営している照国海運軟式野球部で、1956年に当時創部して間もないリッカーミシンへ移籍した。リッカーミシンでは1957年の都市対抗野球大会南関東大会での準優勝に貢献するが、ここで一度野球から離れて学研の一般社員として社業に専念した。週末に仲間と「遊び」で草野球を楽しむ程度だったが、知人からの誘いを受けて本格的に再度野球に取り組むことを始めた。
小川はその後、電気化学を経て1958年からは立正佼成会（当初は準硬式で、1961年にチームが硬式へ移行）に所属した。1959年に行われた第14回国民体育大会の準硬式野球部門で優勝に貢献すると、1962年の第33回都市対抗野球大会には日本ビールの補強選手として初出場を果たした。1回戦では永易将之（電電近畿）との対戦が投手戦となり小川は9回から継投に入るものの、電電近畿は永易が依然として投げ続け、延長22回まで無得点のまま進む。大会史上最長記録として2022年現在でも破られていないこの試合は、直後に太田誠（日本ビール、電電東京からの補強選手）が本塁打を放ってサヨナラ勝ちし、準々決勝（対日本通運名古屋）に敗退した。翌年の第34回都市対抗野球大会では熊谷組の補強選手として出場した。

### プロ復帰〜王への背面投げ
1964年に実績ある中継ぎ投手の補強が急務だった中日ドラゴンズが小川を獲得することを発表した。小川は社会人野球でのプレーが続く間に結婚しており、中日入団時には既に3人の男の子の父親となっていた。
シーズン当初は監督の杉浦清と折り合いが悪く、ウエスタン・リーグでの登板が中心となっていた。しかしチームの不振を理由に杉浦が解任されると、代理監督に西沢道夫が、ヘッドコーチには社会人時代の小川を熟知していた坪内道典が就任し、坪内によってすぐに一軍へ呼ばれて先発での2試合を含む9試合に登板した。移籍後初勝利こそ挙げられなかったが、同年は中継ぎを中心に登板して防御率4.50の成績を残した。
1965年はシーズン当初から先発ローテーション入りを果たして白星を重ね、最終的には17勝9敗、防御率2.43（リーグ10位）の好成績を挙げて一躍エースの座に君臨した。1966年は勝ち星こそ前年と同数の17勝に終わるが、防御率2.19と改善の兆しを見せ、1967年には29勝12敗、防御率2.51と沢村賞・最多勝利のタイトルを獲得すると同時に、ベストナインに選出された。なお、小川は当初から制球力を重視する技巧派投手として活躍しており、先発完投型の本格派投手へ贈られる沢村賞を受賞したことは大変珍しいことだった。
1968年に10勝20敗と成績を落とすが、1969年には自身2度目の20勝を挙げて復活を印象付ける。同年6月15日の対読売ジャイアンツ戦（後楽園球場）では、3回裏に当時絶好調だった王貞治に対して、腕を背中から繰り出す「背面投げ」を行った。これは、小川が前年に17打数10安打（うち3本塁打）と打ち込まれていた王に対して、タイミングを少しでも外そうと思って投じたもので、結果的には6回裏にも同様の投球を見せて全て打ち取っている。背面投げはこの1試合だけという俗説があるがこれは誤りで、同年の8月31日と10月19日の試合でも王に対して背面投げを行っている。また、小川は「王以外の左打者にも（背面投げを）時々使う」と宣言していたが、実際には王との対戦でのみ投じている。その後、7月20日に小川の投球が不正投球ではないかとの声が上がったことで記録審判委員会が開催されたが、最終的には不正投球に当たらないとの見解が出された。

### 黒い霧事件
小川は無類のギャンブル好きとして有名で、全盛期にあった1970年5月6日に暴力団関係者と共謀してオートレースの八百長を仕組んでいたとして、小型自動車競走法違反の疑いで警視庁捜査四課に逮捕された。前年から疑惑が浮上していた暴力団関係者からの依頼によってわざと試合に負ける「敗退行為（八百長）」が球界全体はもとより国会でも取り上げられるほどに注目されていたため、現役選手の逮捕を受けて世間の風当たりは一層強いものとなった。
事の発端は、前述の社会人野球時代に小川と対戦した永易が「敗退行為（八百長）」に関与した人物として、同年4月10日に開いた記者会見において自身が所属する西鉄ライオンズの同僚である池永正明、与田順欣らの名前を挙げた際に、小川が所属する中日ドラゴンズの同僚である田中勉の名を挙げたことに始まる。永易は記者会見を開く前の4月6日に発行された「内外タイムス」の独占スクープにおいて西鉄の同僚はイニシャルで名を出したのに対し、田中だけは実名で「HさんはI投手にやらせたくて、Iと親しい中日の田中勉さんに頼んで100万円を田中さんに渡したのを知っています」と挙げている。
名が挙げられた田中はオートレースの八百長に関与したと報じた「週刊ポスト」に対して関与を否定し、事実無根として週刊ポストを相手に名誉棄損罪で東京地方検察庁へ告訴したが、特別捜査部は田中の告訴に絡んで八百長の捜査を継続する。そして、4月22日に小型自動車競走法違反の疑いで逮捕された現役レーサーが、「大井での八百長レースで現役のプロ野球選手と謎の男2名が現場にいた」と供述した。その結果、翌日に同じく小型自動車競走法違反の容疑で田中ら3人が逮捕され、4月29日に小川自身にも八百長疑惑が浮上した。
5月2日に読売新聞の夕刊が、小川と葛城隆雄（阪神タイガース）が八百長オートレースに関与していたと実名で報道し、中日球団は小川に対して2日夕方に自宅謹慎を命じた。その後、小川は6日午前に警視庁へ出頭し、小型自動車競走法違反の疑いで警視庁捜査四課に逮捕された。
現役選手の逮捕を受けてセントラル・リーグ会長の鈴木龍二は小川を無期限の出場停止処分としたが、5月27日に小川は東京地方検察庁へ起訴され、中日球団は同日付けで小川との契約を解除することを発表した。同時にセントラル・リーグへ申請したが、鈴木は「小川はオートレースの八百長以外にもかなり根深いものがあり、調査する必要があると判断した」として申請を保留した。6月2日、鈴木はコミッショナー委員会に対して小川を永久失格選手として処分して欲しいとの要望書を提出し、その前日に行った記者会見では記者から「小川が否定してもそれを突き返すだけの資料があるということか」との問いに対し、「そう解釈してもらっていい」と回答している。鈴木の要請を受けて6月3日にコミッショナー委員会が開かれ、小川を野球協約第120条「統一契約書にある条項」に違反したと認定し、同項では違反した場合は期限付きまたは永久の失格選手に指名されるという項目のうち、後者を適用して小川を永久追放処分とする裁決を発表した。
オートレースの八百長で永久追放処分となった小川だが、プロ野球での八百長、いわゆる「黒い霧事件」にも関与した疑惑があり、中村素至の記述では小川自身は法廷で否定しているとされたが、のちに開かれた公判において「1969年7月26日の対大洋ホエールズ16回戦（川崎球場、2-0で大洋の勝利）で敗戦投手となり、その報酬として現金70万円を受け取った」と証言しており、永久追放処分はこれが決め手とされている。
なお、永易は1969年11月に永久追放処分が下されており、奇しくも都市対抗野球で投げ合った永易と小川が揃って一連の事件によって永久追放処分となってしまった。

### 引退後
引退後はスナック経営を経て名古屋市の不動産会社に就職したことが確認されている。その後、小川は単身で上京し、死去まで東京都内の不動産会社に転職したという。また、晩年は頻繁にアマチュア野球を観戦する姿もあったという。
1995年10月8日、肝臓がんのため神奈川県藤沢市の病院で死去（61歳没）。葬儀と告別式は藤沢市の湘和会堂六会で行われた。

## 選手としての特徴
アンダースローの大きなバックスイングで投げる投球はコントロールもよく、伸びのあるストレート、大きなカーブ、シュート、「いったん浮かんでから沈む」と形容されたシンカー、スライダーなどを持ち球とした。本来はアンダースローであるが時折サイドスローやオーバースローで投げたり、素早い投球フォームから緩い球を投げ、逆に緩やかなフォームから速球を投げたりするなどの工夫で打者を惑わせた。後述の背面投げもそうした工夫の一環である。
このような個性的なピッチングスタイルは、バーベルやダンベルを使用したウエイトトレーニングや温水プールでの水泳など、当時の日本の野球界では珍しかった先進的なトレーニングに支えられていた。また、キャンプ前に下半身を作っておいて、キャンプではランニングを減らして投球練習に力を入れる。オープン戦でも、地方球場はグラウンドの整備がよくないため力を抜いて適当にプレーするなど、自分なりに強弱を付けた調整法も身につけていた。
体つきは細かったが、よく鍛えられた鋼のようなバネがあった。

## 詳細情報

### 年度別投手成績
| 年 度     | 球 団     | 登 板 | 先 発 | 完 投 | 完 封 | 無 四 球 | 勝 利 | 敗 戦 | セ 丨 ブ | ホ 丨 ル ド | 勝 率 | 打 者 | 投 球 回 | 被 安 打 | 被 本 塁 打 | 与 四 球 | 敬 遠 | 与 死 球 | 奪 三 振 | 暴 投 | ボ 丨 ク | 失 点 | 自 責 点 | 防 御 率 | W H I P |
| --------- | --------- | ----- | ----- | ----- | ----- | -------- | ----- | ----- | -------- | ----------- | ----- | ----- | -------- | -------- | ----------- | -------- | ----- | -------- | -------- | ----- | -------- | ----- | -------- | -------- | ------- |
| 1964      | 中日      | 9     | 2     | 0     | 0     | 0        | 0     | 1     | --       | --          | .000  | 110   | 24.1     | 31       | 1           | 7        | 1     | 2        | 7        | 1     | 1        | 15    | 12       | 4.50     | 1.56    |
| 1965      | 中日      | 55    | 23    | 8     | 3     | 2        | 17    | 9     | --       | --          | .654  | 865   | 215.1    | 183      | 13          | 53       | 5     | 9        | 126      | 1     | 0        | 69    | 58       | 2.43     | 1.10    |
| 1966      | 中日      | 45    | 32    | 12    | 5     | 2        | 17    | 11    | --       | --          | .607  | 917   | 234.0    | 183      | 15          | 47       | 8     | 8        | 141      | 2     | 0        | 71    | 57       | 2.19     | 0.98    |
| 1967      | 中日      | 55    | 27    | 16    | 3     | 2        | 29    | 12    | --       | --          | .707  | 1111  | 279.2    | 231      | 21          | 70       | 12    | 12       | 178      | 0     | 0        | 94    | 78       | 2.51     | 1.08    |
| 1968      | 中日      | 40    | 23    | 9     | 0     | 2        | 10    | 20    | --       | --          | .333  | 910   | 217.1    | 202      | 28          | 64       | 12    | 8        | 143      | 0     | 0        | 99    | 79       | 3.28     | 1.22    |
| 1969      | 中日      | 44    | 31    | 6     | 0     | 1        | 20    | 12    | --       | --          | .625  | 1032  | 252.0    | 228      | 28          | 63       | 6     | 16       | 120      | 0     | 0        | 89    | 75       | 2.68     | 1.15    |
| 1970      | 中日      | 5     | 4     | 1     | 0     | 0        | 2     | 1     | --       | --          | .667  | 133   | 31.2     | 29       | 4           | 8        | 2     | 4        | 24       | 0     | 0        | 9     | 6        | 1.69     | 1.17    |
| 通算：7年 | 通算：7年 | 253   | 142   | 52    | 11    | 9        | 95    | 66    | --       | --          | .590  | 5078  | 1254.1   | 1087     | 110         | 312      | 46    | 59       | 739      | 4     | 1        | 446   | 365      | 2.62     | 1.12    |

- 各年度の太字はリーグ最高

### タイトル
- 最多勝利：1回 （1967年）

### 表彰
- 沢村栄治賞：1回 （1967年） ※33歳で開幕迎えたシーズンの受賞は史上最年長記録
- ベストナイン：1回 （投手部門：1967年）
- 最優秀投手：1回 （1967年）

### 記録
初記録
- 初登板：1964年3月21日、対大洋ホエールズ1回戦（中日球場）、5回表から3番手で救援登板、0/3回2失点
- 初先発登板：1964年8月4日、対大洋ホエールズ18回戦（川崎球場）、3回2/3を3失点で敗戦投手
- 初勝利・初先発勝利・初完投勝利：1965年5月12日、対大洋ホエールズ4回戦（中日球場）、9回1失点
- 初完封勝利：1965年8月28日、対広島カープ17回戦（中日球場）

その他の記録
- オールスターゲーム出場：4回 （1966年 - 1969年）

### 背番号
- 39 （1954年 - 1955年）
- 59 （1964年）
- 13 （1965年 - 1970年）